# Вежховисько (Малопольське воєводство)
Вежховисько (пол. Wierzchowisko) — село в Польщі, у гміні Вольбром Олькуського повіту Малопольського воєводства.
Населення — 721 особа (2011).
У 1975-1998 роках село належало до Катовицького воєводства.

## Демографія
Демографічна структура станом на 31 березня 2011 року:
|          | Загалом | Допрацездатний вік | Працездатний вік | Постпрацездатний вік |
| -------- | ------- | ------------------ | ---------------- | -------------------- |
| Чоловіки | 342     | 56                 | 235              | 51                   |
| Жінки    | 379     | 72                 | 204              | 103                  |
| Разом    | 721     | 128                | 439              | 154                  |